# Durium nigrifrons
Durium nigrifrons är en insektsart som beskrevs av Synave 1979. Durium nigrifrons ingår i släktet Durium och familjen Tropiduchidae. Inga underarter finns listade i Catalogue of Life.